# Anderson Lake, British Columbia
Anderson Lake är en sjö i Kanada.   Den ligger i provinsen British Columbia, i den sydvästra delen av landet, 3 500 km väster om huvudstaden Ottawa. Anderson Lake ligger 260 meter över havet. Arean är 28,7 kvadratkilometer. Den sträcker sig 17,4 kilometer i nord-sydlig riktning, och 12,5 kilometer i öst-västlig riktning.
I omgivningarna runt Anderson Lake växer i huvudsak barrskog. Trakten runt Anderson Lake är nära nog obefolkad, med mindre än två invånare per kvadratkilometer.